# Prêmio Blumenthal
O  Prêmio Blumenthal (em inglês:  Blumenthal Award) foi estabelecido pela American Mathematical Society (AMS) em 1993, em memória de Leonard M. e Eleanor B. Blumenthal. O prêmio é concedido a cada quatro anos a pessoas consideradas terem feito a mais substancial contribuição em pesquisa no campo da matemática pura.

## Laureados
- 1993 – Zhihong Xia
- 1997 – Loïc Merel
- 2001 – Stephen Bigelow e Elon Lindenstrauss
- 2005 – Manjul Bhargava
- 2009 – Maryam Mirzakhani